# Standard MIDI File
Standard MIDI File è un formato di file utilizzato per la serializzazione di dati MIDI. I file possono contenere dati non MIDI, tra cui il nome del brano, lo strumento musicale, informazioni sul copyright, oltre che il testo della canzone, quest'ultimo utilizzato per il karaoke.